# 여기어때
여기어때는 국내 숙박, 레저, 공간대여, 항공권, 식사 등의 예약을 대행하는 여행 관련 플랫폼이다.

## 같이 보기
- 야놀자
- 호텔스닷컴
- 호텔스컴바인